# Zračno dirkanje
Zračno dirkanje (angleško Air Racing) je letalski šport, pri katerem piloti tekmujejo kdo najhitreje preleti progo ali pa zbere največ točk. Največkrat se uporablja akrobatska letala.

## Trenutna aktivna tekmovanja
- Aero GP
- British Air Racing Championship
- European Air Racing Championship
- Parabatix Sky Racers
- Red Bull Championships
- Reno Air Races
- Schneider Trophy

## Tekmovanja v preteklosti
- Gordon Bennett Trophy
- Daily Mail aviation prizes
- Coupe Deutsch de la Meurthe
- Pulitzer & National Air Races
- King's Cup Race
- Dole Derby
- Challenge International de Tourisme
- Thompson Trophy
- Women's Air Derby
- Bendix Trophy
- MacRobertson Air Race
- Formula V Air Racing